# Abdullah Fatahillah
Abdullah Fatahillah (* 28. November 1984) ist ein indonesischer Radrennfahrer.
Fatahillah belegte bei den Asienspielen 2006 in Doha auf der Bahn den 20. Platz in der Einerverfolgung und im Madison zusammen mit Kaswanto Kaswanto den achten Platz.
Auf der Straße gewann Fatahillah 2006, 2009 und 2010 jeweils eine Etappe der Tour d’Indonesia.

## Erfolge
2006
- eine Etappe Tour d’Indonesia

2009
- eine Etappe Tour d’Indonesia

2010
- eine Etappe Tour d’Indonesia